# Прапор Голубівки
Пра́пор Голубівки — прапор міста Голубівка, Кадіївської міської громади, Алчевського району, Луганської області. Затверджений 30 січня 2003 року рішенням № 182 сесії міської ради.

## Опис
У центрі блакитного полотнища із співвідношенням сторін 2:3 герб міста.